# Clube do Chibuto
Clube do Chibuto, besser bekannt als FC Chibuto, ist ein mosambikanischer Fußballverein mit Sitz in der Stadt Chibuto. Der Spitzname des Vereins lautet Os Guerreiros de Gaza (auf Deutsch: Gaza-Krieger).

## Geschichte
Der Verein wurde am 29. September 1949 gegründet. Im Jahr 2013 erreichte der FC Chibuto das Finale der Taça de Moçambique, wo sie jedoch mit 0:2 gegen Ferroviário Beira verloren. Der FC Chibuto spielte mehrere Jahre in der Moçambola, der höchsten Spielklasse des Landes, stieg jedoch 2019 ab und befindet sich nun in der Fase Provincial, der dritten Liga.
Yunusso Valente Gopalgy, auch bekannt als Ninito, der einst Türsteher und Logistiker des Vereins war, ist seit 2020 Präsident des Clube do Chibuto. Er löste Betuel Sanveca in einer Einzelkandidatwahl ab, bei der er einstimmig von der ordentlichen Generalversammlung gewählt wurde.
Finanziell wird der Verein von Transportes Lalgy, Mozabanco, BMS und HC&L unterstützt.

## Stadion
Die Heimspielstätte des Vereins ist das Campo do Chibuto mit einer Kapazität von 2000 Zuschauern.

## Erfolge
- Mosambikanischer Zweitligasieger: 2011[7]
- Mosambikanischer Pokalfinalist: 2013

## Bekannter Fußballspieler
- Cédric Amissi (2014–2016) [8]